# 엘비스 코스텔로
엘비스 코스텔로(영어: Elvis Costello, 1946년 8월 25일 ~ )는 본명이 디클랜 패트릭 맥매너스(영어: Declan Patrick MacManus)로 알려진 영국의 싱어송라이터이자 음반 제작자이다. 그는 2020년 그래미 어워드를 포함한 그의 경력에서 다수의 상을 받았고, 브릿 어워드 최우수 영국 남성 아티스트 후보에 두 번 올랐다. 2003년, 그는 로큰롤 명예의 전당에 헌액되었다. 2004년, 《롤링 스톤》은 코스텔로를 역사상 가장 위대한 아티스트 100명 목록에 80위로 선정했다.
코스텔로는 1970년대 초 런던의 펍 록 씬의 일부로 경력을 시작했고, 후에 1970년대 중후반에 등장한 영국 펑크와 뉴 웨이브 운동의 첫 번째 물결과 연관되었다. 그의 비평적으로 호평을 받은 데뷔 음반 《My Aim Is True》는 1977년에 발매되었다. 이 곡을 녹음한 직후, 그는 어트랙션스를 자신의 백 밴드로 결성했다. 그의 두 번째 음반 《This Year's Model》은 1978년에 발매되었고 1967년부터 1987년까지 최고의 음반 목록에서 《롤링 스톤》에 의해 11위에 올랐다. 그의 세 번째 음반 《Armed Forces》는 1979년에 발매되었고, 그의 최고 차트 싱글인 〈Oliver's Army〉 (영국 2위)를 특징으로 한다. 그의 첫 세 장의 음반은 2003년 《롤링 스톤》의 역사상 가장 위대한 음반 500장 목록에 모두 올랐다.
코스텔로와 어트랙션스는 10년의 대부분을 함께 투어하고 녹음했지만, 그들 사이의 차이로 1986년에 갈라졌다. 그 이후 코스텔로의 작품 대부분은 솔로 아티스트로 활동했지만, 어트랙션스 멤버들과의 재회는 수년간 코스텔로의 공로를 인정받았다. 코스텔로의 가사는 넓은 어휘와 빈번한 단어 놀이를 사용한다. 한 비평가는 그를 "팝 백과사전"으로 묘사하여 "자신의 이미지로 과거를 재발명할 수 있다"고 평했다. 2002년부터 그의 투어 밴드(회전하는 음악가들이 출연)는 임포스터스로 알려져 있다.

## 사생활

### 관계들

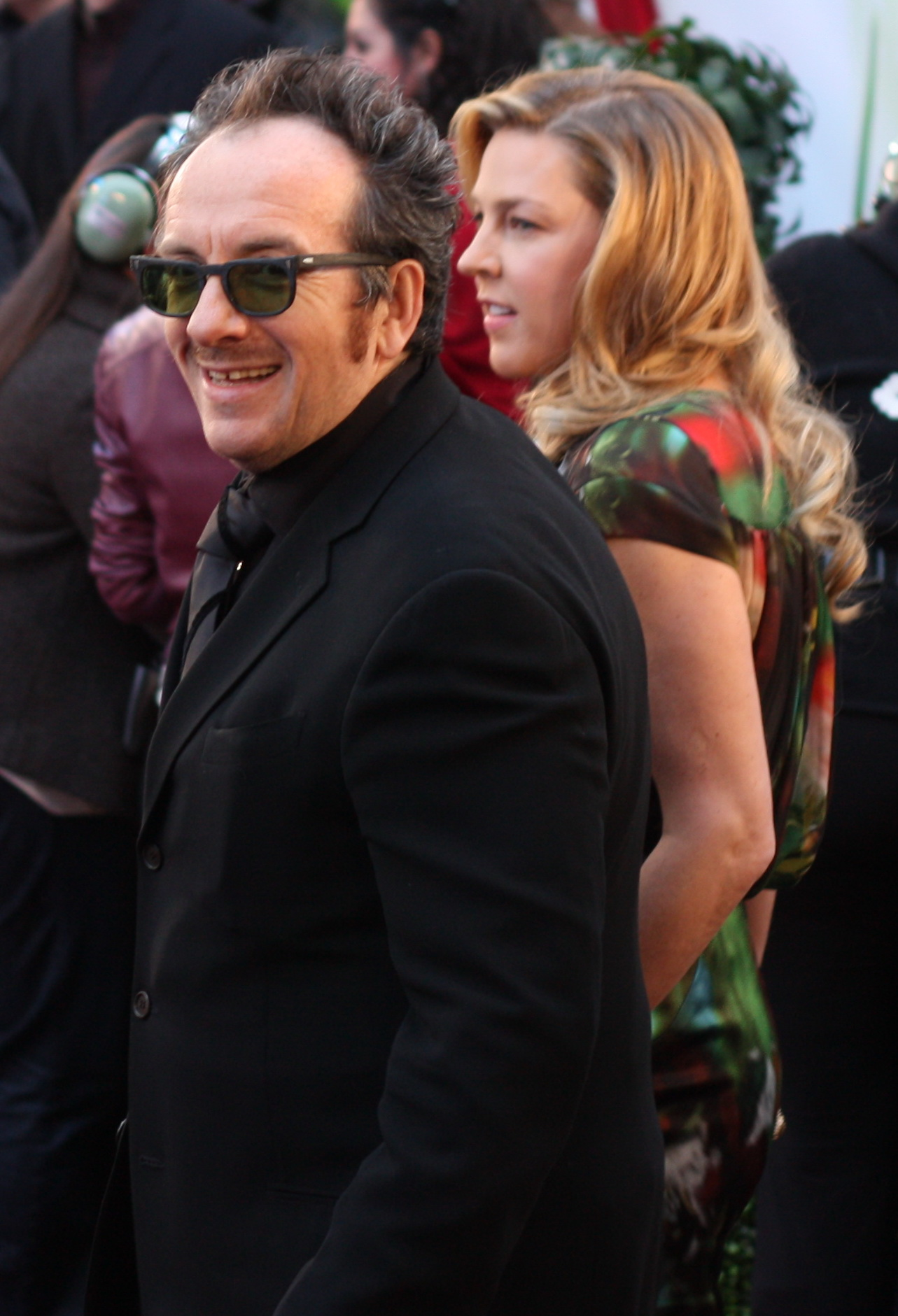
코스텔로와 크롤

코스텔로는 세 번 결혼했는데, 1974년 메리 버고인과 처음으로 결혼했고, 그 사이에 아들 매튜가 있었다.  첫 결혼 생활이 끝나갈 무렵 코스텔로는 토드 룬드그렌의 여자친구였던 베베 부엘과 다시 한번 사랑에 빠졌다. 부엘은 코스텔로가 《Armed Forces》 시대의 가장 쓰라린 사랑 노래들 중 일부에 영감을 주었다고 말했지만, 코스텔로는 대부분의 노래들이 부엘을 만나기 전에 작곡되었다고 반박했다.
1985년, 코스텔로는 당시 런던과 아일랜드 그룹 더 포게스의 음반 《Rum Sodomy & the Lash》를 프로듀싱하는 동안 더 포게스의 베이시스트였던 케이트 오리오던과 관계를 맺었다. 그들은 1986년에 결혼했고 2002년 말에 헤어졌다.
코스텔로는 2003년 5월에 피아니스트이자 보컬리스트인 다이애나 크롤과 약혼을 했고, 그해 12월 6일 엘튼 존의 저택에서 그녀와 결혼했다.  크롤은 2006년 12월 6일 뉴욕에서 쌍둥이 아들을 낳았다.

### 건강
2018년 7월, 코스텔로는 암을 치료하기 위한 수술에서 회복하는 동안 의사의 지시로 유럽 투어의 나머지 6일을 취소했다. 코스텔로는 팬들에게 사과했고 처음에는 투어를 마칠 만큼 충분히 회복했다고 생각했다고 말했다.

## 음반 목록
- My Aim Is True (1977)
- This Year's Model (1978)
- Armed Forces (1979)
- Get Happy!! (1980)
- Trust (1981)
- Almost Blue (1981)
- Imperial Bedroom (1982)
- Punch the Clock (1983)
- Goodbye Cruel World (1984)
- King of America (1986)
- Blood & Chocolate (1986)
- Spike (1989)
- Mighty Like a Rose (1991)
- The Juliet Letters (1993)
- Brutal Youth (1994)
- Kojak Variety (1995)
- All This Useless Beauty (1996)
- When I Was Cruel (2002)
- North (2003)
- Il Sogno (2004)
- The Delivery Man (2004)
- Momofuku (2008)
- Secret, Profane & Sugarcane (2009)
- National Ransom (2010)
- Look Now (2018)
- Hey Clockface (2020)
- The Boy Named If (2022)

## 서훈
- 2019년 대영 제국 훈장 4등급(OBE)[15]